# خدمات متقابل اسلام و ایران
خدمات متقابل اسلام و ایران از آثار مشهور مرتضی مطهری روحانی شیعه و استاد فلسفه و علوم اسلامی است. مطهری این کتاب را برای دفاع از اسلام در برابر ادعاهای عبدالحسین زرین‌کوب در کتاب مشهور «دو قرن سکوت» نوشت.
زرین‌کوب در کتاب مشهور «دو قرن سکوت» رفتار اعراب مسلمان در جریان فتح ایران را مورد انتقاد قرار داد و ورود اسلام به ایران را همراه با «غارت و کشتار» دانست. اما مطهری در این کتاب «از عملکرد اعراب مسلمان در ایران دفاع می‌کند و می‌گوید اگر ایرانیان با اعراب همکاری نمی‌کردند، حکومت ساسانیان فرونمی‌ریخت و اسلام در ایران فراگیر نمی‌شد.»

## زمینه نگارش
گفته شده‌است که شکست اعراب در جنگ شش‌روزه ۱۹۶۷ و مباحث کنفرانس اسلامی ۱۹۶۷، باعث شد از نظر مطهری پوچ بودن پان‌عربیسم و سوءبرداشت‌ها و سوءاستفاده‌های اعراب از دین اسلام باز هم تأیید شود. در شرایطی که احساسات ضدیهودی، ضدعربی و ضد شاه در ایران شایع بود مطهری سخنرانی‌هایی را با موضوع خدمات متقابل اسلام و ایران آغاز کرد. این سخنرانی‌ها که در ۹ قسمت بود، بعداً تبدیل به کتاب شد و با استقبال وسیع مواجه شد.

## محتوای کتاب
مطهری در فصل اول این کتاب مفهوم ملیت ایرانی را مورد بررسی و مداقه قرار می‌دهد و به‌طور مستند در مورد نحوه ارتباط ایرانیان با اسلام چه قبل و چه بعد از برخورد نظامی بین اعراب و ایرانیان می‌پردازد.
در فصل دوم با عنوان «خدمات اسلام به ایران» می‌نویسد که اسلام دینی نژادی نیست و منطبق با فطرت انسان‌ها است و اسلام با روح ایرانیان طوری در هم آمیخت که قابل جدایی نیست. گرایش ایرانیان به اسلام از روی اجبار نبوده بلکه با عشق به آموزه‌های اسلامی مثل عدالت و همچنین استعداد ایرانی‌ها برای پذیرش اسلام بوده‌است. مطهری در این بخش به ادعاهای بعضی نویسندگان مبنی بر تحمیلی بودن اسلام به‌طور مستند پاسخ داده‌است. مطهری همچنین به این مسئله پاسخ می‌دهد که آیا ورود اسلام به ایران این کشور را در مسیر بهتری قرار داد و باعث رشد آن شد یا آن را به سمت تباهی و اختناق برد. او همچنین حضور ادیان غیرزردشتی در ایران از جمله مانوی و مزدکی و مسیحی و یهودی را بررسی می‌کند.
در فصل سوم کتاب با عنوان «خدمات ایرانیان به اسلام» می‌نویسد که ایرانیان بیش از هر قوم دیگری استعداد و ابتکار خود را صادقانه در اختیار اسلام قرار دادند. او همچنین به جنبش‌های اعتراضی ایرانی در قبال مسائل اسلامی می‌پردازد و همچنین نقش ایرانیان در تبلیغ اسلام در سطح جهان و نمونه‌های فداکاری و جانبازی ایرانیان برای اسلام را بررسی می‌کند. در ادامه سیر پیدایش و گسترش علوم مختلف در جهان اسلام را توضیح می‌دهد و سپس نسل‌های مختلف فلاسفه و عرفای مسلمان را طبقه‌بندی می‌کند. در بخش بعدی با نام «ذوق و صنعت» به شاهکارهای صنعتی و هنری ایرانیان در دوره اسلام می‌پردازد و بخش آخر حاوی انتقادهایی از کتاب «دو قرن سکوت» زرین‌کوب است.

## بررسی
به عقیده محسن غرویان مدرس فلسفه اسلامی حوزه علمیه قم، برخی مستشرقین و مورخین ایرانی مثل زرین‌کوب معتقد بودند که اعراب ایرانیان را با زور شمشیر مسلمان کردند اما مطهری معتقد بود که ایرانیان به خاطر سابقه فرهنگی و فلسفی عالی که داشتند دین اسلام را هماهنگ با عقل و فطرت یافتند و آن را پذیرفتند. البته هر دو دیدگاه باید شواهد خود را ارائه کنند. نگاه منفی مطهری به ایران باستان متوجه ظلم و ستم شاهان ایرانی و حرم‌سراها و شهوت‌رانی‌های آن‌ها بود اما مطهری با سابقه حکمی و عرفانی ایران باستان آشنایی داشت و آن را می‌ستود. مطهری معتقد بود که ملی‌گرایی در ایرانیان نباید آن قدر قوی شود که ایران را بر اسلام ترجیح دهند. او همچنین یکسان دانستن اسلام با عربیت را غلط می‌دانست.

## چاپ
این کتاب قطور ده‌ها بار و در شمارگان بسیار چاپ شده و به زبان‌های عربی (الإسلام و إيران، عطاء و امتنان‌)، انگلیسی (The reciprocal services between Islam and Iran) و اردو نیز ترجمه شده‌است.